# Vallée de la Helle
Vallée de la Helle este o arie protejată (arie specială de conservare — SAC, sit de importanță comunitară — SCI, arie de protecție specială avifaunistică — SPA) din Belgia întinsă pe o suprafață de 761,96 ha, integral pe uscat.

## Localizare
Centrul sitului Vallée de la Helle este situat la coordonatele 50°34′26″N 6°06′55″E / 50.573919°N 6.115364°E.

## Înființare
Situl Vallée de la Helle a fost declarat arie de protecție specială avifaunistică în ianuarie 2014 pentru a proteja 15 specii de animale. Alte tipuri de protecție:
- sit de importanță comunitară (în octombrie 2002)
- arie specială de conservare (în ianuarie 2014)[1][3][4]

## Biodiversitate
Situată în ecoregiunea continentală, aria protejată conține 13 habitate naturale: Lacuri și iazuri distrofice naturale, Cursuri de apă de la nivel de câmpie la nivel montan, cu vegetație Ranunculion fluitantis și Callitricho-Batrachion, Pajiști umede nord-atlantice cu Erica tetralix, Pajiști uscate europene, Formațiuni ierboase bogate în specii de Nardus, dezvoltate pe substraturi silicioase în zone montane (și în zone submontane, în Europa continentală), Fânețe montane, Turbării active, Mlaștini oligotrofe degradate, capabile încă de regenerare naturală, Mlaștini turboase de tranziție și turbării mișcătoare, Pante stâncoase silicioase cu vegetație casmofită, Păduri de fag Luzulo-Fagetum, Păduri acidofile de stejar bătrân cu Quercus robur pe câmpii nisipoase, Mlaștini împădurite.
La baza desemnării sitului se află mai multe specii protejate:
- păsări (10): minunița (Aegolius funereus), caprimulg (Caprimulgus europaeus), barză neagră (Ciconia nigra), ciocănitoarea de stejar (Dendrocopos medius), ciocănitoare neagră (Dryocopus martius), capîntortură (Jynx torquilla), sfrâncioc roșiatic (Lanius collurio), sfrâncioc mare (Lanius excubitor), viespar (Pernis apivorus), ciocănitoare verzuie (Picus canus)
- mamifere (4): liliac cu urechi mari (Myotis bechsteinii), liliac de iaz (Myotis dasycneme), liliac cărămiziu (Myotis emarginatus), liliac comun (Myotis myotis)
- nevertebrate (1): Lycaena helle

Pe lângă speciile protejate, pe teritoriul sitului au mai fost identificate 16 specii de plante, 1 specie de amfibieni, 13 specii de mamifere, 1 specie de reptile.